# 赛沃拉特
赛沃拉特是德国莱茵兰-普法尔茨州的一个市镇。总面积8.94平方公里，总人口135人，其中男性69人，女性66人（2011年12月31日），人口密度15人/平方公里。